# 中国人民解放军总医院第六医学中心
中国人民解放军总医院第六医学中心，位于北京市海淀区阜成路6号，隶属中国人民解放军总医院，为三级甲等医院。

## 简介
中国人民解放军总医院第六医学中心的前身是中国人民解放军海军北京医院，于1951年经中央人民政府政务院总理周恩来批准在北京筹建，1954年2月开始收治伤病员，1954年7月扩建并更名为中国人民解放军海军总医院，隶属中国人民解放军海军后勤部，首任院长为萧邦宁。
该医院为1991年至1993年全军“白求恩杯”优胜单位。1994年，首批获总部评为军队三级甲等医院。该医院是中国人民解放军第二军医大学、南方医科大学等多所高校的临床教学医院。该医院7次被中国人民解放军总后勤部评为“全军为部队服务先进医院”。
中国人民解放军海军总医院先后完成了海河、淮河、黄河抗洪救灾，邢台、唐山、汶川抗震救灾，抗击非典、抵御禽流感，赴柬埔寨、菲律宾开展人道主义救援，及护航行动、联合军演、“和谐使命”系列医疗服务等任务。该医院先后出现了“党的好女儿”冯理达，全国道德模范及南丁格尔奖获得者王文珍、全国抗震救灾英雄集体等先进模范。
2000年，中国第一个脑外科手术的医用机器人研制成功，在海军总医院成功地为患者施行手术。2001年8月9日：中国人民解放军海军总医院在中国首次成功利用机器人进行远程脑外科手术。2012年11月23日，海军总医院神经外科医院正式挂牌成立。
中国人民解放军海军总医院医学美容整形中心成立于1990年，是北京市较早开展整形美容的医疗机构。
2012年，海军总医院启动实施为部队服务“百千万”医疗行动。2012年，海军总医院与清华大学签订海洋医学战略合作协议，共同建立“海洋医学与救援联合研究中心”。
2018年，原陆军总医院、原海军总医院、原第三〇二医院、原第三〇九医院、军事科学院军事医学研究院原附属医院、原武警总医院均已由中国人民解放军总医院暂管。现已正式更名为中国人民解放军总医院第六医学中心，归属中国人民解放军总医院。

## 历任领导
| 院长 - 萧邦宁（1954年7月—1955年） …… - 许兴文（？—？） …… - 王珏（？—？） …… - 袁光宇（？—？） …… - 杨晔 海军少将（？—2000年） - 段蕴铀 海军少将（2000年—2009年） - 钱阳明 海军大校（2009年—2013年） - 殷明 海军大校（2013年—2017年） | 政治委员 …… - 袁光宇（？—？） …… - 龙连模 海军大校（？—？） - 陈南昌 海军大校（？—？） - 杨千湖 海军大校（？—？） - 杨明建 海军大校（？—） 院长 …… - 白国刚海军大校（2023年—） 政治委员 …… - 于兰河海军大校（2024年—） |